# Большое Острово
 Большое Острово  — деревня в Удорском районе Республики Коми в составе сельского поселения Большая Пучкома.

## География
Расположена на правобережье реки Вашка на расстоянии примерно 112 км по прямой на северо-запад от районного центра села Кослан.

## История
Известна с 1602 года. В 1608 здесь (деревня Остров) было 14 дворов, в 1646 — 30 дворов, 13 из них — пустые. В 1678 в деревне было 27 жилых двора, а в 1719 — 19, в 1859 24 двора и 149 человек, в 1926 — 51 и 212, в 1970—125 человек, в 1989 — 41.

## Население
Постоянное население составляло 13 человек (коми 100 %) в 2002 году, 6 в 2010.